# Milo Kurtis
Milo Kurtis, właśc. Dimitrios Kurtis (gr. Δημήτριος Κούρτης, ur. 5 sierpnia 1951 w Zgorzelcu) – polski multiinstrumentalista pochodzenia greckiego, grający na wszelkiego rodzaju instrumentach etnicznych, pochodzących z różnych stron świata. Jest synem uchodźców politycznych z Grecji.

## Kariera muzyczna
Karierę muzyczną rozpoczął od występów z Grupą w Składzie na początku lat siedemdziesiątych, grając w niej tak zwaną muzykę intuicyjną, eksperymentalną, z którą wystąpił na Warszawskiej Jesieni. W 1972 roku wspólnie z gitarzystą Wojtkiem Waglewskim założył zespół Ya-Sou, odwołujący się do muzyki etnicznej i folkowej. Od 1975 roku po odejściu Marka Jackowskiego rozpoczął występy w grupie Osjan. W 1975 roku razem z Markiem Jackowskim założył Maanam. Równolegle przez półtora roku grał z Osjanem i z Maanamem. Brał udział w powstawaniu zespołu Izrael, grającego muzykę reggae, występował w funkowej grupie Zgoda, następnie w zespole Deuter oraz Voo Voo. Wielokrotnie występował z Tomaszem Stańką. 
W Stanach Zjednoczonych mieszkał najpierw w Nowym Jorku, później w Berkeley w Kalifornii. Występował tam w bardzo różnych zespołach grających muzykę od rocka, folku, muzyki etnicznej do free jazzu. Po trwającej 11 lat nieobecności wrócił do Polski i w grudniu 1996 roku zorganizował koncert poświęcony pamięci Dona Cherry’ego. 
W tym czasie reaktywował grupę Osjan oraz założył grupę Drum Freaks, do której zaprasza, oprócz polskich muzyków, instrumentalistów z Ameryki, Afryki i Grecji (Boba Stewarta, Wallisa Buchanana – Jamiroquai, Diamandisa Mastrogianakisa, Jorgego Mascimento i innych). Muzyka Drum Freaks określana jest mianem – open music, gdyż jest otwarta na wszelkie wpływy muzyczne, czerpiące z różnych kultur. To fuzja bogatej muzyki etnicznej, jazzu, muzyki elektronicznej i klasycznej. Sam artysta określa koncerty Drum Freaks jako „podróż dookoła mózgu”. Kolejnym projektem Kurtisa był zespół Naxos Orchestra, łączący muzykę grecką, żydowską, arabską i polską z jazzem i muzyką współczesną. Muzykę Naxos Orchestra można określić jako połączenie world music/etno z soft jazzem, rockiem i popem. Wśród utworów formacji znajdziemy zarówno coś do tańca, jak i coś do medytacji, refleksji i relaksu. Wątki greckie, bliskowschodnie i słowiańskie są wyraźnie zaznaczone i umiejętnie splecione z innymi stylami muzycznymi.
W ostatnich z kolei latach artysta skupia się na tworzeniu muzyki w założonym przez siebie w 2015 r. zespole MILO Ensemble. Grupa składa się z muzyków pochodzących z różnych kontynentów. World music wykonywana przez zespół jest bardziej zbliżona do korzeni etno. Instrumenty, na których grają, pochodzą m.in. z Bliskiego Wschodu, krajów afrykańskich, Mongolii, Chin czy Indonezji. Każdy z muzyków tworzących grupę wnosi odmienny, wyjątkowy wkład muzyczny w wielokulturową, harmonijną mieszankę, która powstaje z połączenia tych rozmaitych brzmień. W utworach słychać wpływy muzyki wschodniego regionu basenu Morza Śródziemnego, polskiej muzyki ludowej, zachodniej Afryki, Tybetu, jazzu. W skład zespołu obecnie wchodzą: Bartłomiej Smorągiewicz (sax., flety), Masha Natanson (śpiew, skrzypce, instr. perkusyjne), Adeb Chamoun (darbuka, riq, bendir, daf, instrumenty perkusyjne), Mateusz Szemraj (ud, saz, rebab, cymbały), Marta Zalewska (bass, fidel renesansowa, śpiew), Jacek Gładkowski (udźwiękowienie). 
W latach 2010–2022 współpracował z Radiem Wnet, gdzie prowadził swoją autorską audycję pt. Na początku był chaos.
W 1996 roku opiekował się sparaliżowanym Markiem O’Brienem podczas zdjęć do filmu dokumentalnego Breathing Lessons.

## Odznaczenia
- Srebrny Medal „Zasłużony Kulturze Gloria Artis” – 2017[2]

## Galeria

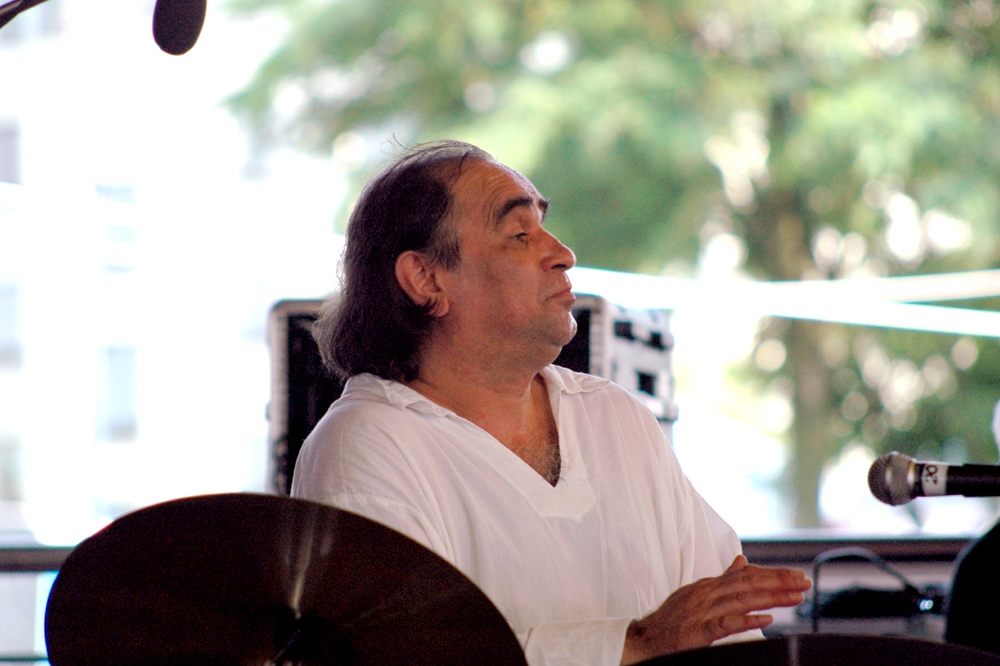
Drum Freaks na Warsaw Summer Jazz Days - lipiec 2008.
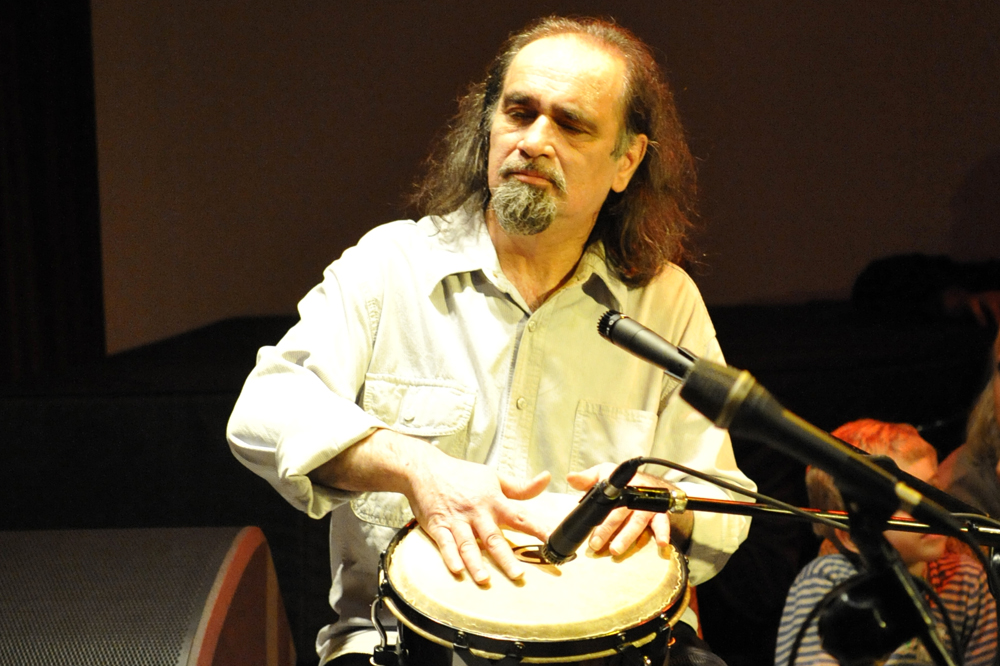
Greek Freaks w Staromiejskim Domu Kultury, Warszawa - listopad 2010.
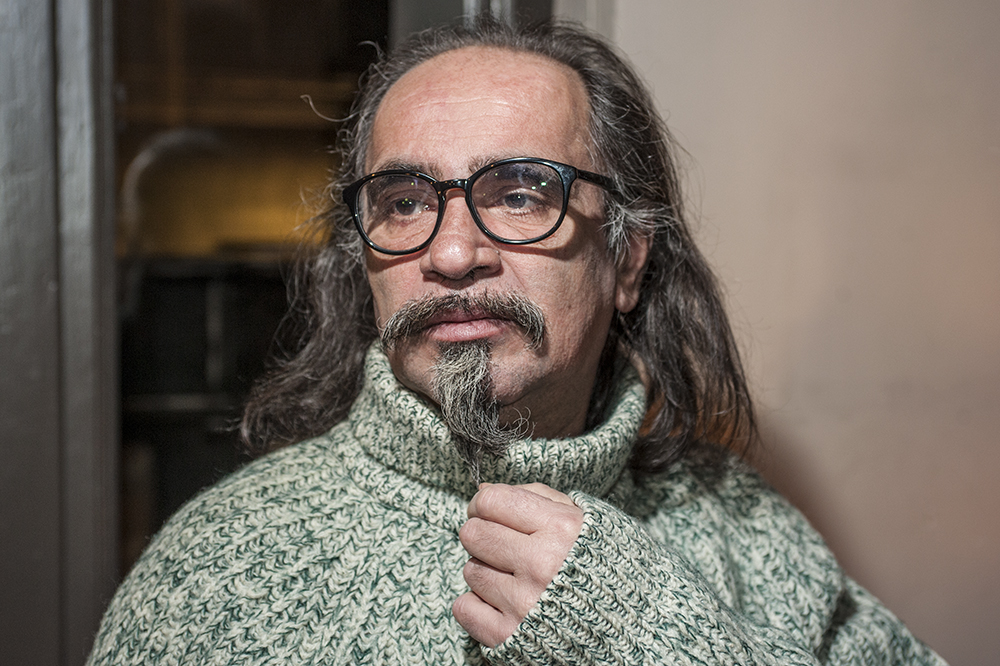
Wernisaż w Galerii Freta 39 w Warszawie - styczeń 2012.
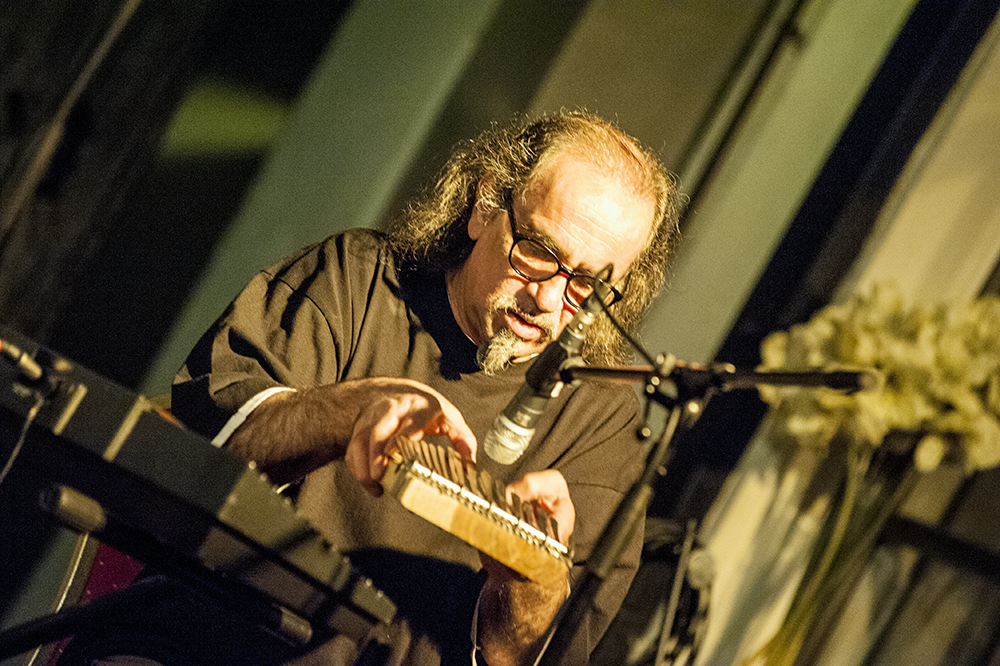
Grupa w Składzie w Galerii Freta 39, Warszawa - październik 2012.